# Chancah Derrepente
Chancah Derrepente är en ort i Mexiko.   Den ligger i kommunen Felipe Carrillo Puerto och delstaten Quintana Roo, i den östra delen av landet, 1 100 km öster om huvudstaden Mexico City. Chancah Derrepente ligger 19 meter över havet och antalet invånare är 425.
Terrängen runt Chancah Derrepente är mycket platt. Runt Chancah Derrepente är det mycket glesbefolkat, med 4 invånare per kvadratkilometer. Närmaste större samhälle är X-Hazil Sur, 16,3 km öster om Chancah Derrepente. I omgivningarna runt Chancah Derrepente växer i huvudsak städsegrön lövskog.